# SV Estrellas
SV Estrellas ist ein im Jahr 1968 gegründeter Fußballverein aus Nort Saliña auf der Insel Bonaire und spielt in der Saison 2015 in der Bonaire League, der höchsten Spielklasse des Fußballverbands von Bonaire. Der Verein konnte in seiner Historie 10 Meistertitel in der Bonaire League erringen, zuletzt in der Saison 2013, und ist damit hinter dem SV Juventus der zweiterfolgreichste Club der Insel.

## Erfolge
- Bonaire League[1]

Meister: 1961/62, 1962/63, 1963/64, 1965/66, 1974/75, 1978, 1988, 1998/99, 1999/2000, 2001/02
Inoffizieller Meister: 2000/01